# Exit Through the Gift Shop
Exit Through The Gift Shop är en film från 2010 som är regisserad av den anonyme graffitikonstnären Banksy. Filmen, som innehåller flera av världens mest kända graffitikonstnärer, utges för att vara en gatukonstdokumentär, även om mycket talar för att en stor del av filmens händelser är påhittat. Jan Holmberg drar i en artikel i Dagens Nyheter paralleller till filmer som B som i bluff från 1974 och Joaquin Phoenix I'm Still Here från 2010. Filmen kritiserar delvis vissa samhällsfenomen, men även vårt tankesätt och våra skiljelinjer mellan sanningar och lögner.
Filmen var nominerad till en Oscar 2011 i kategorin dokumentärfilmer.

## Handling
Filmen handlar om Thierry Guetta, en excentrisk affärsägare och amatörfilmskapare från Frankrike som bor i Los Angeles, och som aldrig lämnar ifrån sig sin videokamera. "Det var mer än en drog, det var en besatthet. Jag filmade och filmade och filmade mig själv när jag filmade. Det tog aldrig slut." Efterhand börjar han dokumentera graffitiverk innan de raderas, vilket leder till att han träffar Banksy, vars hovfotograf Guetta blir.
Han börjar även dokumentera andra gatukonstnärer, som tror att hans syfte är att göra en dokumentär. Emellertid gör han aldrig något med sina filmer, utan stoppar undan dem. "När jag har filmat var det över för mig. Grejen var att fånga det, fånga ögonblicken för att de ska leva för alltid." säger han. De tvingar dock honom att visa en film, och resultatet gör Banksy besviken. Banksy utbrister då att "det var då jag förstod att Thierry kanske inte var en filmmakare. Han var bara en kille med psykiska problem som råkade ha en kamera." Istället börjar Banksy filma sig själv, allt medan Thierry blir gatukonstnär under pseudonymen Mr Brainwash. När Guetta ställer ut lockar hans vernissage tusentals besökare, och han säljer konst för nästan en miljon dollar.

## Mottagande
- Ciné.se [3]
- Cinezine [4]
- Dagens Nyheter [5]
- Expressen [6]
- Kulturnyheterna [7]
- Moviezine [8]
- Svenska Dagbladet 5 av 6[9]
- Sydsvenskan [10]
- TV4 Nyhetsmorgon [11]